# Seveso
Seveso és un municipi italià, situat a la regió de Llombardia i a la província de Monza i Brianza. L'any 2005 tenia 20.070 habitants.
El 10 de juliol de 1976 hi va tenir lloc un desastre mediambiental, conegut com el Desastre de Seveso, en el que hi va haver una emissió de dioxines que no va provocar cap mort humana immediata; no obstant això, en els dos anys següents es van haver de sacrificar més de 80.000 animals i els seus efectes encara perduraven tres dècades més tard.